# Volta a Catalunya de 2024
La Volta a Catalunya de 2024 fou la 103a edició de la Volta a Catalunya. La cursa es disputà entre el 18 i el 24 de març de 2024 per carreteres de Catalunya, amb inici a Sant Feliu de Guíxols i final a Barcelona. El recorregut es dividia en set etapes. La cursa fou el 9è esdeveniment del calendari de l'UCI World Tour 2024.
Com a al·licients d'aquesta edició, destacà la participació del tricampió del Tour de França, Tadej Pogačar, que debutava a la prova, la de Geraint Thomas i Egan Bernal (també campions del Tour), Sepp Kuss (vencedor de la darrera edició de la Vuelta), Nairo Quintana (campió del Giro d'Itàlia i de la Vuelta) o Mikel Landa, entre d'altres. També hi competiren els catalans Marc Soler, Joel Nicolau, Pau Miquel i Àlex Jaime.
Tadej Pogačar va ser-ne el clar vencedor ja que es va imposar a la classificació general, la de la muntanya i la de punts. A més va guanyar quatre de les set etapes i va aconseguir la diferència més gran sobre el segon classificat des de 1983. Mikel Landa fou el segon classificat i Egan Bernal el tercer.

## Equips participants
Vint-i-cinc equips participaren en la prova: 18 de categoria UCI WorldTeam i 7 de categoria UCI ProTeam. Foren els següents:
| WorldTeams (18)- Alpecin-Deceuninck - Arkéa-B&B Hotels - Astana Qazaqstan Team - Bahrain Victorious - Bora-Hansgrohe - Cofidis - Decathlon-AG2R La Mondiale - EF Education-EasyPost - Groupama-FDJ - Ineos Grenadiers - Intermarché-Wanty - Lidl-Trek - Movistar Team - Soudal Quick-Step - Team dsm-firmenich PostNL - Team Jayco AlUla - Team Visma \| Lease a Bike - UAE Team Emirates ProTeams (7)- Burgos-BH - Caja Rural-Seguros RGA - Equipo Kern Pharma - Euskaltel-Euskadi - Israel-Premier Tech - Lotto Dstny - Uno-X Mobility |
| |

## Etapes
| Etapa    | Data       | Ciutats d'etapa                                        | type                    | Distància (km) | Desnivell (m) | Vencedor de l'etapa | Líder de la general |
| -------- | ---------- | ------------------------------------------------------ | ----------------------- | -------------- | ------------- | ------------------- | ------------------- |
| 1a etapa | 18 de març | Sant Feliu de Guíxols – Sant Feliu de Guíxols          | etapa de mitja muntanya | 173,9          | 2.718 m       | Nick Schultz        | Nick Schultz        |
| 2a etapa | 19 de març | Mataró – Vallter 2000                                  | etapa de muntanya       | 186,5          | 3.470 m       | Tadej Pogačar       | Tadej Pogačar       |
| 3a etapa | 20 de març | Sant Joan de les Abadesses – Estació d'esquí Port Ainé | etapa de muntanya       | 176,7          | 3.958 m       | Tadej Pogačar       | Tadej Pogačar       |
| 4a etapa | 21 de març | Sort – Lleida                                          | etapa accidentada       | 169,2          | 1.346 m       | Marijn van den Berg | Tadej Pogačar       |
| 5a etapa | 22 de març | Altafulla – Viladecans                                 | etapa accidentada       | 167,3          | 2.243 m       | Axel Laurance       | Tadej Pogačar       |
| 6a etapa | 23 de març | Berga – Santuari de la Mare de Déu de Queralt          | etapa de muntanya       | 154,7          | 4.075 m       | Tadej Pogačar       | Tadej Pogačar       |
| 7a etapa | 24 de març | Barcelona – Barcelona                                  | etapa de mitja muntanya | 145,3          | 2.060 m       | Tadej Pogačar       | Tadej Pogačar       |

### 1a etapa
18 de març de 2024 – Sant Feliu de Guíxols fins a Sant Feliu de Guíxols. 173,9 km
| \| Classificació de l'etapa \| Classificació de l'etapa \| Classificació de l'etapa \| Classificació de l'etapa \| Classificació de l'etapa \| \| Corredor \| Corredor \| Equip \| Temps \| \| \| ------------------------ \| ------------------------ \| -------------------------- \| ------------------------ \| ------------------------ \| \| 1r \| Nick Schultz \| Israel-Premier Tech \| 4h 11' 38" \| \| \| 2n \| Tadej Pogačar \| UAE Team Emirates \| + 0" \| \| \| 3r \| Stephen Williams \| Israel-Premier Tech \| + 0" \| \| \| 4t \| Dorian Godon \| Decathlon-AG2R La Mondiale \| + 0" \| \| \| 5è \| Axel Laurance \| Alpecin-Deceuninck \| + 0" \| \| \| 6è \| Rémy Rochas \| Groupama-FDJ \| + 0" \| \| \| 7è \| Ilan Van Wilder \| Soudal Quick-Step \| + 0" \| \| \| 8è \| Aleksandr Vlàssov \| Bora-Hansgrohe \| + 0" \| \| \| 9è \| Sepp Kuss \| Team Visma \\| Lease a Bike \| + 0" \| \| \| 10è \| Harold Tejada \| Astana Qazaqstan Team \| + 0" \| \| |                   |                            |            |
| |                   |                            |            |
| Font: ProCyclingStats |                   |                            |            |
| Classificació de l'etapa |                   |                            |            |
| Corredor | Corredor          | Equip                      | Temps      |
| 1r | Nick Schultz      | Israel-Premier Tech        | 4h 11' 38" |
| 2n | Tadej Pogačar     | UAE Team Emirates          | + 0"       |
| 3r | Stephen Williams  | Israel-Premier Tech        | + 0"       |
| 4t | Dorian Godon      | Decathlon-AG2R La Mondiale | + 0"       |
| 5è | Axel Laurance     | Alpecin-Deceuninck         | + 0"       |
| 6è | Rémy Rochas       | Groupama-FDJ               | + 0"       |
| 7è | Ilan Van Wilder   | Soudal Quick-Step          | + 0"       |
| 8è | Aleksandr Vlàssov | Bora-Hansgrohe             | + 0"       |
| 9è | Sepp Kuss         | Team Visma \| Lease a Bike | + 0"       |
| 10è | Harold Tejada     | Astana Qazaqstan Team      | + 0"       |

| Classificació de l'etapa | Classificació de l'etapa | Classificació de l'etapa   | Classificació de l'etapa | Classificació de l'etapa |
| Corredor                 | Corredor                 | Equip                      | Temps                    |                          |
| ------------------------ | ------------------------ | -------------------------- | ------------------------ | ------------------------ |
| 1r                       | Nick Schultz             | Israel-Premier Tech        | 4h 11' 38"               |                          |
| 2n                       | Tadej Pogačar            | UAE Team Emirates          | + 0"                     |                          |
| 3r                       | Stephen Williams         | Israel-Premier Tech        | + 0"                     |                          |
| 4t                       | Dorian Godon             | Decathlon-AG2R La Mondiale | + 0"                     |                          |
| 5è                       | Axel Laurance            | Alpecin-Deceuninck         | + 0"                     |                          |
| 6è                       | Rémy Rochas              | Groupama-FDJ               | + 0"                     |                          |
| 7è                       | Ilan Van Wilder          | Soudal Quick-Step          | + 0"                     |                          |
| 8è                       | Aleksandr Vlàssov        | Bora-Hansgrohe             | + 0"                     |                          |
| 9è                       | Sepp Kuss                | Team Visma \| Lease a Bike | + 0"                     |                          |
| 10è                      | Harold Tejada            | Astana Qazaqstan Team      | + 0"                     |                          |

| \| Classificació general \| Classificació general \| Classificació general \| Classificació general \| Classificació general \| \| Corredor \| Corredor \| Equip \| Temps \| \| \| --------------------- \| --------------------- \| -------------------------- \| --------------------- \| --------------------- \| \| 1r \| Nick Schultz \| Israel-Premier Tech \| 4h 11' 28" \| \| \| 2n \| Tadej Pogačar \| UAE Team Emirates \| + 2" \| \| \| 3r \| Stephen Williams \| Israel-Premier Tech \| + 6" \| \| \| 4t \| Egan Bernal Gómez \| Ineos Grenadiers \| + 7" \| \| \| 5è \| Laurens De Plus \| Ineos Grenadiers \| + 9" \| \| \| 6è \| Dorian Godon \| Decathlon-AG2R La Mondiale \| + 10" \| \| \| 7è \| Axel Laurance \| Alpecin-Deceuninck \| + 10" \| \| \| 8è \| Rémy Rochas \| Groupama-FDJ \| + 10" \| \| \| 9è \| Ilan Van Wilder \| Soudal Quick-Step \| + 10" \| \| \| 10è \| Aleksandr Vlàssov \| Bora-Hansgrohe \| + 10" \| \| |                   |                            |            |
| |                   |                            |            |
| Font: ProCyclingStats |                   |                            |            |
| Classificació general |                   |                            |            |
| Corredor | Corredor          | Equip                      | Temps      |
| 1r | Nick Schultz      | Israel-Premier Tech        | 4h 11' 28" |
| 2n | Tadej Pogačar     | UAE Team Emirates          | + 2"       |
| 3r | Stephen Williams  | Israel-Premier Tech        | + 6"       |
| 4t | Egan Bernal Gómez | Ineos Grenadiers           | + 7"       |
| 5è | Laurens De Plus   | Ineos Grenadiers           | + 9"       |
| 6è | Dorian Godon      | Decathlon-AG2R La Mondiale | + 10"      |
| 7è | Axel Laurance     | Alpecin-Deceuninck         | + 10"      |
| 8è | Rémy Rochas       | Groupama-FDJ               | + 10"      |
| 9è | Ilan Van Wilder   | Soudal Quick-Step          | + 10"      |
| 10è | Aleksandr Vlàssov | Bora-Hansgrohe             | + 10"      |

| Classificació general | Classificació general | Classificació general      | Classificació general | Classificació general |
| Corredor              | Corredor              | Equip                      | Temps                 |                       |
| --------------------- | --------------------- | -------------------------- | --------------------- | --------------------- |
| 1r                    | Nick Schultz          | Israel-Premier Tech        | 4h 11' 28"            |                       |
| 2n                    | Tadej Pogačar         | UAE Team Emirates          | + 2"                  |                       |
| 3r                    | Stephen Williams      | Israel-Premier Tech        | + 6"                  |                       |
| 4t                    | Egan Bernal Gómez     | Ineos Grenadiers           | + 7"                  |                       |
| 5è                    | Laurens De Plus       | Ineos Grenadiers           | + 9"                  |                       |
| 6è                    | Dorian Godon          | Decathlon-AG2R La Mondiale | + 10"                 |                       |
| 7è                    | Axel Laurance         | Alpecin-Deceuninck         | + 10"                 |                       |
| 8è                    | Rémy Rochas           | Groupama-FDJ               | + 10"                 |                       |
| 9è                    | Ilan Van Wilder       | Soudal Quick-Step          | + 10"                 |                       |
| 10è                   | Aleksandr Vlàssov     | Bora-Hansgrohe             | + 10"                 |                       |

### 2a etapa
19 de març de 2024 – Mataró fins a Vallter 2000. 186,5 km
| \| Classificació de l'etapa \| Classificació de l'etapa \| Classificació de l'etapa \| Classificació de l'etapa \| Classificació de l'etapa \| \| Corredor \| Corredor \| Equip \| Temps \| \| \| ------------------------ \| ------------------------ \| ------------------------ \| ------------------------ \| ------------------------ \| \| 1r \| Tadej Pogačar \| UAE Team Emirates \| 4h 52' 37" \| \| \| 2n \| Mikel Landa Meana \| Soudal Quick-Step \| + 1' 23" \| \| \| 3r \| Aleksandr Vlàssov \| Bora-Hansgrohe \| + 1' 24" \| \| \| 4t \| João Almeida \| UAE Team Emirates \| + 1' 38" \| \| \| 5è \| Lenny Martinez \| Groupama-FDJ \| + 1' 43" \| \| \| 6è \| Chris Harper \| Team Jayco AlUla \| + 1' 44" \| \| \| 7è \| Egan Bernal Gómez \| Ineos Grenadiers \| + 1' 47" \| \| \| 8è \| Enric Mas Nicolau \| Movistar Team \| + 1' 49" \| \| \| 9è \| Wout Poels \| Bahrain Victorious \| + 2' 03" \| \| \| 10è \| José Manuel Díaz Gallego \| Burgos-BH \| + 2' 03" \| \| |                          |                    |            |
| |                          |                    |            |
| Font: ProCyclingStats |                          |                    |            |
| Classificació de l'etapa |                          |                    |            |
| Corredor | Corredor                 | Equip              | Temps      |
| 1r | Tadej Pogačar            | UAE Team Emirates  | 4h 52' 37" |
| 2n | Mikel Landa Meana        | Soudal Quick-Step  | + 1' 23"   |
| 3r | Aleksandr Vlàssov        | Bora-Hansgrohe     | + 1' 24"   |
| 4t | João Almeida             | UAE Team Emirates  | + 1' 38"   |
| 5è | Lenny Martinez           | Groupama-FDJ       | + 1' 43"   |
| 6è | Chris Harper             | Team Jayco AlUla   | + 1' 44"   |
| 7è | Egan Bernal Gómez        | Ineos Grenadiers   | + 1' 47"   |
| 8è | Enric Mas Nicolau        | Movistar Team      | + 1' 49"   |
| 9è | Wout Poels               | Bahrain Victorious | + 2' 03"   |
| 10è | José Manuel Díaz Gallego | Burgos-BH          | + 2' 03"   |

| Classificació de l'etapa | Classificació de l'etapa | Classificació de l'etapa | Classificació de l'etapa | Classificació de l'etapa |
| Corredor                 | Corredor                 | Equip                    | Temps                    |                          |
| ------------------------ | ------------------------ | ------------------------ | ------------------------ | ------------------------ |
| 1r                       | Tadej Pogačar            | UAE Team Emirates        | 4h 52' 37"               |                          |
| 2n                       | Mikel Landa Meana        | Soudal Quick-Step        | + 1' 23"                 |                          |
| 3r                       | Aleksandr Vlàssov        | Bora-Hansgrohe           | + 1' 24"                 |                          |
| 4t                       | João Almeida             | UAE Team Emirates        | + 1' 38"                 |                          |
| 5è                       | Lenny Martinez           | Groupama-FDJ             | + 1' 43"                 |                          |
| 6è                       | Chris Harper             | Team Jayco AlUla         | + 1' 44"                 |                          |
| 7è                       | Egan Bernal Gómez        | Ineos Grenadiers         | + 1' 47"                 |                          |
| 8è                       | Enric Mas Nicolau        | Movistar Team            | + 1' 49"                 |                          |
| 9è                       | Wout Poels               | Bahrain Victorious       | + 2' 03"                 |                          |
| 10è                      | José Manuel Díaz Gallego | Burgos-BH                | + 2' 03"                 |                          |

| \| Classificació general \| Classificació general \| Classificació general \| Classificació general \| Classificació general \| \| Corredor \| Corredor \| Equip \| Temps \| \| \| --------------------- \| ------------------------ \| -------------------------- \| --------------------- \| --------------------- \| \| 1r \| Tadej Pogačar \| UAE Team Emirates \| 9h 03' 57" \| \| \| 2n \| Mikel Landa Meana \| Soudal Quick-Step \| + 1' 35" \| \| \| 3r \| Aleksandr Vlàssov \| Bora-Hansgrohe \| + 1' 38" \| \| \| 4t \| João Almeida \| UAE Team Emirates \| + 1' 56" \| \| \| 5è \| Lenny Martinez \| Groupama-FDJ \| + 2' 01" \| \| \| 6è \| Chris Harper \| Team Jayco AlUla \| + 2' 02" \| \| \| 7è \| Egan Bernal Gómez \| Ineos Grenadiers \| + 2' 02" \| \| \| 8è \| Enric Mas Nicolau \| Movistar Team \| + 2' 07" \| \| \| 9è \| Sepp Kuss \| Team Visma \\| Lease a Bike \| + 2' 21" \| \| \| 10è \| José Manuel Díaz Gallego \| Burgos-BH \| + 2' 21" \| \| |                          |                            |            |
| |                          |                            |            |
| Font: ProCyclingStats |                          |                            |            |
| Classificació general |                          |                            |            |
| Corredor | Corredor                 | Equip                      | Temps      |
| 1r | Tadej Pogačar            | UAE Team Emirates          | 9h 03' 57" |
| 2n | Mikel Landa Meana        | Soudal Quick-Step          | + 1' 35"   |
| 3r | Aleksandr Vlàssov        | Bora-Hansgrohe             | + 1' 38"   |
| 4t | João Almeida             | UAE Team Emirates          | + 1' 56"   |
| 5è | Lenny Martinez           | Groupama-FDJ               | + 2' 01"   |
| 6è | Chris Harper             | Team Jayco AlUla           | + 2' 02"   |
| 7è | Egan Bernal Gómez        | Ineos Grenadiers           | + 2' 02"   |
| 8è | Enric Mas Nicolau        | Movistar Team              | + 2' 07"   |
| 9è | Sepp Kuss                | Team Visma \| Lease a Bike | + 2' 21"   |
| 10è | José Manuel Díaz Gallego | Burgos-BH                  | + 2' 21"   |

| Classificació general | Classificació general    | Classificació general      | Classificació general | Classificació general |
| Corredor              | Corredor                 | Equip                      | Temps                 |                       |
| --------------------- | ------------------------ | -------------------------- | --------------------- | --------------------- |
| 1r                    | Tadej Pogačar            | UAE Team Emirates          | 9h 03' 57"            |                       |
| 2n                    | Mikel Landa Meana        | Soudal Quick-Step          | + 1' 35"              |                       |
| 3r                    | Aleksandr Vlàssov        | Bora-Hansgrohe             | + 1' 38"              |                       |
| 4t                    | João Almeida             | UAE Team Emirates          | + 1' 56"              |                       |
| 5è                    | Lenny Martinez           | Groupama-FDJ               | + 2' 01"              |                       |
| 6è                    | Chris Harper             | Team Jayco AlUla           | + 2' 02"              |                       |
| 7è                    | Egan Bernal Gómez        | Ineos Grenadiers           | + 2' 02"              |                       |
| 8è                    | Enric Mas Nicolau        | Movistar Team              | + 2' 07"              |                       |
| 9è                    | Sepp Kuss                | Team Visma \| Lease a Bike | + 2' 21"              |                       |
| 10è                   | José Manuel Díaz Gallego | Burgos-BH                  | + 2' 21"              |                       |

### 3a etapa
20 de març de 2024 – Sant Joan de les Abadesses fins a Portainé. 176,7 km
| \| Classificació de l'etapa \| Classificació de l'etapa \| Classificació de l'etapa \| Classificació de l'etapa \| Classificació de l'etapa \| \| Corredor \| Corredor \| Equip \| Temps \| \| \| ------------------------ \| ------------------------- \| -------------------------- \| ------------------------ \| ------------------------ \| \| 1r \| Tadej Pogačar \| UAE Team Emirates \| 4h 34' 25" \| \| \| 2n \| Mikel Landa Meana \| Soudal Quick-Step \| + 48" \| \| \| 3r \| Antonio Tiberi \| Bahrain Victorious \| + 1' 03" \| \| \| 4t \| Wout Poels \| Bahrain Victorious \| + 1' 03" \| \| \| 5è \| Sepp Kuss \| Team Visma \\| Lease a Bike \| + 1' 03" \| \| \| 6è \| Aleksandr Vlàssov \| Bora-Hansgrohe \| + 1' 10" \| \| \| 7è \| Cristián Rodríguez Martín \| Arkéa-B&B Hotels \| + 1' 10" \| \| \| 8è \| Chris Harper \| Team Jayco AlUla \| + 1' 10" \| \| \| 9è \| Lenny Martinez \| Groupama-FDJ \| + 1' 10" \| \| \| 10è \| Enric Mas Nicolau \| Movistar Team \| + 1' 10" \| \| |                           |                            |            |
| |                           |                            |            |
| Font: ProCyclingStats |                           |                            |            |
| Classificació de l'etapa |                           |                            |            |
| Corredor | Corredor                  | Equip                      | Temps      |
| 1r | Tadej Pogačar             | UAE Team Emirates          | 4h 34' 25" |
| 2n | Mikel Landa Meana         | Soudal Quick-Step          | + 48"      |
| 3r | Antonio Tiberi            | Bahrain Victorious         | + 1' 03"   |
| 4t | Wout Poels                | Bahrain Victorious         | + 1' 03"   |
| 5è | Sepp Kuss                 | Team Visma \| Lease a Bike | + 1' 03"   |
| 6è | Aleksandr Vlàssov         | Bora-Hansgrohe             | + 1' 10"   |
| 7è | Cristián Rodríguez Martín | Arkéa-B&B Hotels           | + 1' 10"   |
| 8è | Chris Harper              | Team Jayco AlUla           | + 1' 10"   |
| 9è | Lenny Martinez            | Groupama-FDJ               | + 1' 10"   |
| 10è | Enric Mas Nicolau         | Movistar Team              | + 1' 10"   |

| Classificació de l'etapa | Classificació de l'etapa  | Classificació de l'etapa   | Classificació de l'etapa | Classificació de l'etapa |
| Corredor                 | Corredor                  | Equip                      | Temps                    |                          |
| ------------------------ | ------------------------- | -------------------------- | ------------------------ | ------------------------ |
| 1r                       | Tadej Pogačar             | UAE Team Emirates          | 4h 34' 25"               |                          |
| 2n                       | Mikel Landa Meana         | Soudal Quick-Step          | + 48"                    |                          |
| 3r                       | Antonio Tiberi            | Bahrain Victorious         | + 1' 03"                 |                          |
| 4t                       | Wout Poels                | Bahrain Victorious         | + 1' 03"                 |                          |
| 5è                       | Sepp Kuss                 | Team Visma \| Lease a Bike | + 1' 03"                 |                          |
| 6è                       | Aleksandr Vlàssov         | Bora-Hansgrohe             | + 1' 10"                 |                          |
| 7è                       | Cristián Rodríguez Martín | Arkéa-B&B Hotels           | + 1' 10"                 |                          |
| 8è                       | Chris Harper              | Team Jayco AlUla           | + 1' 10"                 |                          |
| 9è                       | Lenny Martinez            | Groupama-FDJ               | + 1' 10"                 |                          |
| 10è                      | Enric Mas Nicolau         | Movistar Team              | + 1' 10"                 |                          |

| \| Classificació general \| Classificació general \| Classificació general \| Classificació general \| Classificació general \| \| Corredor \| Corredor \| Equip \| Temps \| \| \| --------------------- \| --------------------- \| -------------------------- \| --------------------- \| --------------------- \| \| 1r \| Tadej Pogačar \| UAE Team Emirates \| 13h 38' 12" \| \| \| 2n \| Mikel Landa Meana \| Soudal Quick-Step \| + 2' 27" \| \| \| 3r \| Aleksandr Vlàssov \| Bora-Hansgrohe \| + 2' 55" \| \| \| 4t \| Lenny Martinez \| Groupama-FDJ \| + 3' 21" \| \| \| 5è \| Chris Harper \| Team Jayco AlUla \| + 3' 22" \| \| \| 6è \| Enric Mas Nicolau \| Movistar Team \| + 3' 27" \| \| \| 7è \| Sepp Kuss \| Team Visma \\| Lease a Bike \| + 3' 34" \| \| \| 8è \| Wout Poels \| Bahrain Victorious \| + 3' 34" \| \| \| 9è \| Egan Bernal Gómez \| Ineos Grenadiers \| + 3' 50" \| \| \| 10è \| João Almeida \| UAE Team Emirates \| + 3' 52" \| \| |                   |                            |             |
| |                   |                            |             |
| Font: ProCyclingStats |                   |                            |             |
| Classificació general |                   |                            |             |
| Corredor | Corredor          | Equip                      | Temps       |
| 1r | Tadej Pogačar     | UAE Team Emirates          | 13h 38' 12" |
| 2n | Mikel Landa Meana | Soudal Quick-Step          | + 2' 27"    |
| 3r | Aleksandr Vlàssov | Bora-Hansgrohe             | + 2' 55"    |
| 4t | Lenny Martinez    | Groupama-FDJ               | + 3' 21"    |
| 5è | Chris Harper      | Team Jayco AlUla           | + 3' 22"    |
| 6è | Enric Mas Nicolau | Movistar Team              | + 3' 27"    |
| 7è | Sepp Kuss         | Team Visma \| Lease a Bike | + 3' 34"    |
| 8è | Wout Poels        | Bahrain Victorious         | + 3' 34"    |
| 9è | Egan Bernal Gómez | Ineos Grenadiers           | + 3' 50"    |
| 10è | João Almeida      | UAE Team Emirates          | + 3' 52"    |

| Classificació general | Classificació general | Classificació general      | Classificació general | Classificació general |
| Corredor              | Corredor              | Equip                      | Temps                 |                       |
| --------------------- | --------------------- | -------------------------- | --------------------- | --------------------- |
| 1r                    | Tadej Pogačar         | UAE Team Emirates          | 13h 38' 12"           |                       |
| 2n                    | Mikel Landa Meana     | Soudal Quick-Step          | + 2' 27"              |                       |
| 3r                    | Aleksandr Vlàssov     | Bora-Hansgrohe             | + 2' 55"              |                       |
| 4t                    | Lenny Martinez        | Groupama-FDJ               | + 3' 21"              |                       |
| 5è                    | Chris Harper          | Team Jayco AlUla           | + 3' 22"              |                       |
| 6è                    | Enric Mas Nicolau     | Movistar Team              | + 3' 27"              |                       |
| 7è                    | Sepp Kuss             | Team Visma \| Lease a Bike | + 3' 34"              |                       |
| 8è                    | Wout Poels            | Bahrain Victorious         | + 3' 34"              |                       |
| 9è                    | Egan Bernal Gómez     | Ineos Grenadiers           | + 3' 50"              |                       |
| 10è                   | João Almeida          | UAE Team Emirates          | + 3' 52"              |                       |

### 4a etapa
21 de març de 2024 – Sort fins a Lleida. 169,0 km
| \| Classificació de l'etapa \| Classificació de l'etapa \| Classificació de l'etapa \| Classificació de l'etapa \| Classificació de l'etapa \| \| Corredor \| Corredor \| Equip \| Temps \| \| \| ------------------------ \| ------------------------ \| -------------------------- \| ------------------------ \| ------------------------ \| \| 1r \| Marijn van den Berg \| EF Education-EasyPost \| 3h 40' 19" \| \| \| 2n \| Arne Marit \| Intermarché-Wanty \| + 0" \| \| \| 3r \| Emīls Liepiņš \| Team dsm-firmenich PostNL \| + 0" \| \| \| 4t \| Bryan Coquard \| Cofidis \| + 0" \| \| \| 5è \| Axel Laurance \| Alpecin-Deceuninck \| + 0" \| \| \| 6è \| Cyril Barthe \| Groupama-FDJ \| + 0" \| \| \| 7è \| Ethan Hayter \| Ineos Grenadiers \| + 0" \| \| \| 8è \| Dorian Godon \| Decathlon-AG2R La Mondiale \| + 0" \| \| \| 9è \| Orluis Aular Sanabria \| Caja Rural-Seguros RGA \| + 0" \| \| \| 10è \| Jacopo Mosca \| Lidl-Trek \| + 0" \| \| |                       |                            |            |
| |                       |                            |            |
| Font: ProCyclingStats |                       |                            |            |
| Classificació de l'etapa |                       |                            |            |
| Corredor | Corredor              | Equip                      | Temps      |
| 1r | Marijn van den Berg   | EF Education-EasyPost      | 3h 40' 19" |
| 2n | Arne Marit            | Intermarché-Wanty          | + 0"       |
| 3r | Emīls Liepiņš         | Team dsm-firmenich PostNL  | + 0"       |
| 4t | Bryan Coquard         | Cofidis                    | + 0"       |
| 5è | Axel Laurance         | Alpecin-Deceuninck         | + 0"       |
| 6è | Cyril Barthe          | Groupama-FDJ               | + 0"       |
| 7è | Ethan Hayter          | Ineos Grenadiers           | + 0"       |
| 8è | Dorian Godon          | Decathlon-AG2R La Mondiale | + 0"       |
| 9è | Orluis Aular Sanabria | Caja Rural-Seguros RGA     | + 0"       |
| 10è | Jacopo Mosca          | Lidl-Trek                  | + 0"       |

| Classificació de l'etapa | Classificació de l'etapa | Classificació de l'etapa   | Classificació de l'etapa | Classificació de l'etapa |
| Corredor                 | Corredor                 | Equip                      | Temps                    |                          |
| ------------------------ | ------------------------ | -------------------------- | ------------------------ | ------------------------ |
| 1r                       | Marijn van den Berg      | EF Education-EasyPost      | 3h 40' 19"               |                          |
| 2n                       | Arne Marit               | Intermarché-Wanty          | + 0"                     |                          |
| 3r                       | Emīls Liepiņš            | Team dsm-firmenich PostNL  | + 0"                     |                          |
| 4t                       | Bryan Coquard            | Cofidis                    | + 0"                     |                          |
| 5è                       | Axel Laurance            | Alpecin-Deceuninck         | + 0"                     |                          |
| 6è                       | Cyril Barthe             | Groupama-FDJ               | + 0"                     |                          |
| 7è                       | Ethan Hayter             | Ineos Grenadiers           | + 0"                     |                          |
| 8è                       | Dorian Godon             | Decathlon-AG2R La Mondiale | + 0"                     |                          |
| 9è                       | Orluis Aular Sanabria    | Caja Rural-Seguros RGA     | + 0"                     |                          |
| 10è                      | Jacopo Mosca             | Lidl-Trek                  | + 0"                     |                          |

| \| Classificació general \| Classificació general \| Classificació general \| Classificació general \| Classificació general \| \| Corredor \| Corredor \| Equip \| Temps \| \| \| --------------------- \| --------------------- \| -------------------------- \| --------------------- \| --------------------- \| \| 1r \| Tadej Pogačar \| UAE Team Emirates \| 17h 18' 31" \| \| \| 2n \| Mikel Landa Meana \| Soudal Quick-Step \| + 2' 27" \| \| \| 3r \| Aleksandr Vlàssov \| Bora-Hansgrohe \| + 2' 55" \| \| \| 4t \| Lenny Martinez \| Groupama-FDJ \| + 3' 21" \| \| \| 5è \| Chris Harper \| Team Jayco AlUla \| + 3' 22" \| \| \| 6è \| Enric Mas Nicolau \| Movistar Team \| + 3' 27" \| \| \| 7è \| Wout Poels \| Bahrain Victorious \| + 3' 31" \| \| \| 8è \| Sepp Kuss \| Team Visma \\| Lease a Bike \| + 3' 32" \| \| \| 9è \| Egan Bernal Gómez \| Ineos Grenadiers \| + 3' 50" \| \| \| 10è \| João Almeida \| UAE Team Emirates \| + 3' 52" \| \| |                   |                            |             |
| |                   |                            |             |
| Font: ProCyclingStats |                   |                            |             |
| Classificació general |                   |                            |             |
| Corredor | Corredor          | Equip                      | Temps       |
| 1r | Tadej Pogačar     | UAE Team Emirates          | 17h 18' 31" |
| 2n | Mikel Landa Meana | Soudal Quick-Step          | + 2' 27"    |
| 3r | Aleksandr Vlàssov | Bora-Hansgrohe             | + 2' 55"    |
| 4t | Lenny Martinez    | Groupama-FDJ               | + 3' 21"    |
| 5è | Chris Harper      | Team Jayco AlUla           | + 3' 22"    |
| 6è | Enric Mas Nicolau | Movistar Team              | + 3' 27"    |
| 7è | Wout Poels        | Bahrain Victorious         | + 3' 31"    |
| 8è | Sepp Kuss         | Team Visma \| Lease a Bike | + 3' 32"    |
| 9è | Egan Bernal Gómez | Ineos Grenadiers           | + 3' 50"    |
| 10è | João Almeida      | UAE Team Emirates          | + 3' 52"    |

| Classificació general | Classificació general | Classificació general      | Classificació general | Classificació general |
| Corredor              | Corredor              | Equip                      | Temps                 |                       |
| --------------------- | --------------------- | -------------------------- | --------------------- | --------------------- |
| 1r                    | Tadej Pogačar         | UAE Team Emirates          | 17h 18' 31"           |                       |
| 2n                    | Mikel Landa Meana     | Soudal Quick-Step          | + 2' 27"              |                       |
| 3r                    | Aleksandr Vlàssov     | Bora-Hansgrohe             | + 2' 55"              |                       |
| 4t                    | Lenny Martinez        | Groupama-FDJ               | + 3' 21"              |                       |
| 5è                    | Chris Harper          | Team Jayco AlUla           | + 3' 22"              |                       |
| 6è                    | Enric Mas Nicolau     | Movistar Team              | + 3' 27"              |                       |
| 7è                    | Wout Poels            | Bahrain Victorious         | + 3' 31"              |                       |
| 8è                    | Sepp Kuss             | Team Visma \| Lease a Bike | + 3' 32"              |                       |
| 9è                    | Egan Bernal Gómez     | Ineos Grenadiers           | + 3' 50"              |                       |
| 10è                   | João Almeida          | UAE Team Emirates          | + 3' 52"              |                       |

### 5a etapa
22 de març de 2024 – Altafulla fins a Viladecans. 167,3 km
| \| Classificació de l'etapa \| Classificació de l'etapa \| Classificació de l'etapa \| Classificació de l'etapa \| Classificació de l'etapa \| \| Corredor \| Corredor \| Equip \| Temps \| \| \| ------------------------ \| ------------------------ \| -------------------------- \| ------------------------ \| ------------------------ \| \| 1r \| Axel Laurance \| Alpecin-Deceuninck \| 3h 36' 05" \| \| \| 2n \| Marijn van den Berg \| EF Education-EasyPost \| + 0" \| \| \| 3r \| Bryan Coquard \| Cofidis \| + 0" \| \| \| 4t \| Orluis Aular Sanabria \| Caja Rural-Seguros RGA \| + 0" \| \| \| 5è \| Stephen Williams \| Israel-Premier Tech \| + 0" \| \| \| 6è \| Patrick Konrad \| Lidl-Trek \| + 0" \| \| \| 7è \| Dorian Godon \| Decathlon-AG2R La Mondiale \| + 0" \| \| \| 8è \| Pau Miquel Delgado \| Equipo Kern Pharma \| + 0" \| \| \| 9è \| Fernando Barceló Aragón \| Caja Rural-Seguros RGA \| + 0" \| \| \| 10è \| Frank van den Broek \| Team dsm-firmenich PostNL \| + 0" \| \| |                         |                            |            |
| |                         |                            |            |
| Font: ProCyclingStats |                         |                            |            |
| Classificació de l'etapa |                         |                            |            |
| Corredor | Corredor                | Equip                      | Temps      |
| 1r | Axel Laurance           | Alpecin-Deceuninck         | 3h 36' 05" |
| 2n | Marijn van den Berg     | EF Education-EasyPost      | + 0"       |
| 3r | Bryan Coquard           | Cofidis                    | + 0"       |
| 4t | Orluis Aular Sanabria   | Caja Rural-Seguros RGA     | + 0"       |
| 5è | Stephen Williams        | Israel-Premier Tech        | + 0"       |
| 6è | Patrick Konrad          | Lidl-Trek                  | + 0"       |
| 7è | Dorian Godon            | Decathlon-AG2R La Mondiale | + 0"       |
| 8è | Pau Miquel Delgado      | Equipo Kern Pharma         | + 0"       |
| 9è | Fernando Barceló Aragón | Caja Rural-Seguros RGA     | + 0"       |
| 10è | Frank van den Broek     | Team dsm-firmenich PostNL  | + 0"       |

| Classificació de l'etapa | Classificació de l'etapa | Classificació de l'etapa   | Classificació de l'etapa | Classificació de l'etapa |
| Corredor                 | Corredor                 | Equip                      | Temps                    |                          |
| ------------------------ | ------------------------ | -------------------------- | ------------------------ | ------------------------ |
| 1r                       | Axel Laurance            | Alpecin-Deceuninck         | 3h 36' 05"               |                          |
| 2n                       | Marijn van den Berg      | EF Education-EasyPost      | + 0"                     |                          |
| 3r                       | Bryan Coquard            | Cofidis                    | + 0"                     |                          |
| 4t                       | Orluis Aular Sanabria    | Caja Rural-Seguros RGA     | + 0"                     |                          |
| 5è                       | Stephen Williams         | Israel-Premier Tech        | + 0"                     |                          |
| 6è                       | Patrick Konrad           | Lidl-Trek                  | + 0"                     |                          |
| 7è                       | Dorian Godon             | Decathlon-AG2R La Mondiale | + 0"                     |                          |
| 8è                       | Pau Miquel Delgado       | Equipo Kern Pharma         | + 0"                     |                          |
| 9è                       | Fernando Barceló Aragón  | Caja Rural-Seguros RGA     | + 0"                     |                          |
| 10è                      | Frank van den Broek      | Team dsm-firmenich PostNL  | + 0"                     |                          |

| \| Classificació general \| Classificació general \| Classificació general \| Classificació general \| Classificació general \| \| Corredor \| Corredor \| Equip \| Temps \| \| \| --------------------- \| --------------------- \| -------------------------- \| --------------------- \| --------------------- \| \| 1r \| Tadej Pogačar \| UAE Team Emirates \| 20h 54' 36" \| \| \| 2n \| Mikel Landa Meana \| Soudal Quick-Step \| + 2' 27" \| \| \| 3r \| Aleksandr Vlàssov \| Bora-Hansgrohe \| + 2' 55" \| \| \| 4t \| Lenny Martinez \| Groupama-FDJ \| + 3' 21" \| \| \| 5è \| Chris Harper \| Team Jayco AlUla \| + 3' 22" \| \| \| 6è \| Enric Mas Nicolau \| Movistar Team \| + 3' 24" \| \| \| 7è \| Sepp Kuss \| Team Visma \\| Lease a Bike \| + 3' 31" \| \| \| 8è \| Wout Poels \| Bahrain Victorious \| + 3' 31" \| \| \| 9è \| Egan Bernal Gómez \| Ineos Grenadiers \| + 3' 50" \| \| \| 10è \| João Almeida \| UAE Team Emirates \| + 3' 52" \| \| |                   |                            |             |
| |                   |                            |             |
| Font: ProCyclingStats |                   |                            |             |
| Classificació general |                   |                            |             |
| Corredor | Corredor          | Equip                      | Temps       |
| 1r | Tadej Pogačar     | UAE Team Emirates          | 20h 54' 36" |
| 2n | Mikel Landa Meana | Soudal Quick-Step          | + 2' 27"    |
| 3r | Aleksandr Vlàssov | Bora-Hansgrohe             | + 2' 55"    |
| 4t | Lenny Martinez    | Groupama-FDJ               | + 3' 21"    |
| 5è | Chris Harper      | Team Jayco AlUla           | + 3' 22"    |
| 6è | Enric Mas Nicolau | Movistar Team              | + 3' 24"    |
| 7è | Sepp Kuss         | Team Visma \| Lease a Bike | + 3' 31"    |
| 8è | Wout Poels        | Bahrain Victorious         | + 3' 31"    |
| 9è | Egan Bernal Gómez | Ineos Grenadiers           | + 3' 50"    |
| 10è | João Almeida      | UAE Team Emirates          | + 3' 52"    |

| Classificació general | Classificació general | Classificació general      | Classificació general | Classificació general |
| Corredor              | Corredor              | Equip                      | Temps                 |                       |
| --------------------- | --------------------- | -------------------------- | --------------------- | --------------------- |
| 1r                    | Tadej Pogačar         | UAE Team Emirates          | 20h 54' 36"           |                       |
| 2n                    | Mikel Landa Meana     | Soudal Quick-Step          | + 2' 27"              |                       |
| 3r                    | Aleksandr Vlàssov     | Bora-Hansgrohe             | + 2' 55"              |                       |
| 4t                    | Lenny Martinez        | Groupama-FDJ               | + 3' 21"              |                       |
| 5è                    | Chris Harper          | Team Jayco AlUla           | + 3' 22"              |                       |
| 6è                    | Enric Mas Nicolau     | Movistar Team              | + 3' 24"              |                       |
| 7è                    | Sepp Kuss             | Team Visma \| Lease a Bike | + 3' 31"              |                       |
| 8è                    | Wout Poels            | Bahrain Victorious         | + 3' 31"              |                       |
| 9è                    | Egan Bernal Gómez     | Ineos Grenadiers           | + 3' 50"              |                       |
| 10è                   | João Almeida          | UAE Team Emirates          | + 3' 52"              |                       |

### 6a etapa
23 de març de 2024 – Berga fins a Santuari de Queralt. 154,7 km
| \| Classificació de l'etapa \| Classificació de l'etapa \| Classificació de l'etapa \| Classificació de l'etapa \| Classificació de l'etapa \| \| Corredor \| Corredor \| Equip \| Temps \| \| \| ------------------------ \| ------------------------ \| ------------------------ \| ------------------------ \| ------------------------ \| \| 1r \| Tadej Pogačar \| UAE Team Emirates \| 4h 11' 53" \| \| \| 2n \| Egan Bernal Gómez \| Ineos Grenadiers \| + 57" \| \| \| 3r \| Mikel Landa Meana \| Soudal Quick-Step \| + 57" \| \| \| 4t \| Enric Mas Nicolau \| Movistar Team \| + 2' 14" \| \| \| 5è \| Chris Harper \| Team Jayco AlUla \| + 2' 16" \| \| \| 6è \| Antonio Tiberi \| Bahrain Victorious \| + 2' 16" \| \| \| 7è \| João Almeida \| UAE Team Emirates \| + 2' 18" \| \| \| 8è \| Lenny Martinez \| Groupama-FDJ \| + 2' 18" \| \| \| 9è \| Lorenzo Fortunato \| Astana Qazaqstan Team \| + 2' 34" \| \| \| 10è \| Aleksandr Vlàssov \| Bora-Hansgrohe \| + 2' 38" \| \| |                   |                       |            |
| |                   |                       |            |
| Font: ProCyclingStats |                   |                       |            |
| Classificació de l'etapa |                   |                       |            |
| Corredor | Corredor          | Equip                 | Temps      |
| 1r | Tadej Pogačar     | UAE Team Emirates     | 4h 11' 53" |
| 2n | Egan Bernal Gómez | Ineos Grenadiers      | + 57"      |
| 3r | Mikel Landa Meana | Soudal Quick-Step     | + 57"      |
| 4t | Enric Mas Nicolau | Movistar Team         | + 2' 14"   |
| 5è | Chris Harper      | Team Jayco AlUla      | + 2' 16"   |
| 6è | Antonio Tiberi    | Bahrain Victorious    | + 2' 16"   |
| 7è | João Almeida      | UAE Team Emirates     | + 2' 18"   |
| 8è | Lenny Martinez    | Groupama-FDJ          | + 2' 18"   |
| 9è | Lorenzo Fortunato | Astana Qazaqstan Team | + 2' 34"   |
| 10è | Aleksandr Vlàssov | Bora-Hansgrohe        | + 2' 38"   |

| Classificació de l'etapa | Classificació de l'etapa | Classificació de l'etapa | Classificació de l'etapa | Classificació de l'etapa |
| Corredor                 | Corredor                 | Equip                    | Temps                    |                          |
| ------------------------ | ------------------------ | ------------------------ | ------------------------ | ------------------------ |
| 1r                       | Tadej Pogačar            | UAE Team Emirates        | 4h 11' 53"               |                          |
| 2n                       | Egan Bernal Gómez        | Ineos Grenadiers         | + 57"                    |                          |
| 3r                       | Mikel Landa Meana        | Soudal Quick-Step        | + 57"                    |                          |
| 4t                       | Enric Mas Nicolau        | Movistar Team            | + 2' 14"                 |                          |
| 5è                       | Chris Harper             | Team Jayco AlUla         | + 2' 16"                 |                          |
| 6è                       | Antonio Tiberi           | Bahrain Victorious       | + 2' 16"                 |                          |
| 7è                       | João Almeida             | UAE Team Emirates        | + 2' 18"                 |                          |
| 8è                       | Lenny Martinez           | Groupama-FDJ             | + 2' 18"                 |                          |
| 9è                       | Lorenzo Fortunato        | Astana Qazaqstan Team    | + 2' 34"                 |                          |
| 10è                      | Aleksandr Vlàssov        | Bora-Hansgrohe           | + 2' 38"                 |                          |

| \| Classificació general \| Classificació general \| Classificació general \| Classificació general \| Classificació general \| \| Corredor \| Corredor \| Equip \| Temps \| \| \| --------------------- \| --------------------- \| --------------------- \| --------------------- \| --------------------- \| \| 1r \| Tadej Pogačar \| UAE Team Emirates \| 25h 06' 16" \| \| \| 2n \| Mikel Landa Meana \| Soudal Quick-Step \| + 3' 31" \| \| \| 3r \| Egan Bernal Gómez \| Ineos Grenadiers \| + 3' 59" \| \| \| 4t \| Aleksandr Vlàssov \| Bora-Hansgrohe \| + 5' 46" \| \| \| 5è \| Enric Mas Nicolau \| Movistar Team \| + 5' 51" \| \| \| 6è \| Chris Harper \| Team Jayco AlUla \| + 5' 51" \| \| \| 7è \| Lenny Martinez \| Groupama-FDJ \| + 5' 52" \| \| \| 8è \| Antonio Tiberi \| Bahrain Victorious \| + 6' 23" \| \| \| 9è \| João Almeida \| UAE Team Emirates \| + 6' 23" \| \| \| 10è \| Lorenzo Fortunato \| Astana Qazaqstan Team \| + 7' 17" \| \| |                   |                       |             |
| |                   |                       |             |
| Font: ProCyclingStats |                   |                       |             |
| Classificació general |                   |                       |             |
| Corredor | Corredor          | Equip                 | Temps       |
| 1r | Tadej Pogačar     | UAE Team Emirates     | 25h 06' 16" |
| 2n | Mikel Landa Meana | Soudal Quick-Step     | + 3' 31"    |
| 3r | Egan Bernal Gómez | Ineos Grenadiers      | + 3' 59"    |
| 4t | Aleksandr Vlàssov | Bora-Hansgrohe        | + 5' 46"    |
| 5è | Enric Mas Nicolau | Movistar Team         | + 5' 51"    |
| 6è | Chris Harper      | Team Jayco AlUla      | + 5' 51"    |
| 7è | Lenny Martinez    | Groupama-FDJ          | + 5' 52"    |
| 8è | Antonio Tiberi    | Bahrain Victorious    | + 6' 23"    |
| 9è | João Almeida      | UAE Team Emirates     | + 6' 23"    |
| 10è | Lorenzo Fortunato | Astana Qazaqstan Team | + 7' 17"    |

| Classificació general | Classificació general | Classificació general | Classificació general | Classificació general |
| Corredor              | Corredor              | Equip                 | Temps                 |                       |
| --------------------- | --------------------- | --------------------- | --------------------- | --------------------- |
| 1r                    | Tadej Pogačar         | UAE Team Emirates     | 25h 06' 16"           |                       |
| 2n                    | Mikel Landa Meana     | Soudal Quick-Step     | + 3' 31"              |                       |
| 3r                    | Egan Bernal Gómez     | Ineos Grenadiers      | + 3' 59"              |                       |
| 4t                    | Aleksandr Vlàssov     | Bora-Hansgrohe        | + 5' 46"              |                       |
| 5è                    | Enric Mas Nicolau     | Movistar Team         | + 5' 51"              |                       |
| 6è                    | Chris Harper          | Team Jayco AlUla      | + 5' 51"              |                       |
| 7è                    | Lenny Martinez        | Groupama-FDJ          | + 5' 52"              |                       |
| 8è                    | Antonio Tiberi        | Bahrain Victorious    | + 6' 23"              |                       |
| 9è                    | João Almeida          | UAE Team Emirates     | + 6' 23"              |                       |
| 10è                   | Lorenzo Fortunato     | Astana Qazaqstan Team | + 7' 17"              |                       |

### 7a etapa
24 de març de 2024 – Barcelona fins a Barcelona. 145,3 km
| \| Classificació de l'etapa \| Classificació de l'etapa \| Classificació de l'etapa \| Classificació de l'etapa \| Classificació de l'etapa \| \| Corredor \| Corredor \| Equip \| Temps \| \| \| ------------------------ \| ------------------------ \| -------------------------- \| ------------------------ \| ------------------------ \| \| 1r \| Tadej Pogačar \| UAE Team Emirates \| 3h 15' 23" \| \| \| 2n \| Dorian Godon \| Decathlon-AG2R La Mondiale \| + 0" \| \| \| 3r \| Guillaume Martin \| Cofidis \| + 0" \| \| \| 4t \| Stephen Williams \| Israel-Premier Tech \| + 0" \| \| \| 5è \| Patrick Konrad \| Lidl-Trek \| + 0" \| \| \| 6è \| Sergio Higuita García \| Bora-Hansgrohe \| + 0" \| \| \| 7è \| David González López \| Caja Rural-Seguros RGA \| + 0" \| \| \| 8è \| Antonio Tiberi \| Bahrain Victorious \| + 0" \| \| \| 9è \| Aleksandr Vlàssov \| Bora-Hansgrohe \| + 0" \| \| \| 10è \| Wout Poels \| Bahrain Victorious \| + 0" \| \| |                       |                            |            |
| |                       |                            |            |
| Font: ProCyclingStats |                       |                            |            |
| Classificació de l'etapa |                       |                            |            |
| Corredor | Corredor              | Equip                      | Temps      |
| 1r | Tadej Pogačar         | UAE Team Emirates          | 3h 15' 23" |
| 2n | Dorian Godon          | Decathlon-AG2R La Mondiale | + 0"       |
| 3r | Guillaume Martin      | Cofidis                    | + 0"       |
| 4t | Stephen Williams      | Israel-Premier Tech        | + 0"       |
| 5è | Patrick Konrad        | Lidl-Trek                  | + 0"       |
| 6è | Sergio Higuita García | Bora-Hansgrohe             | + 0"       |
| 7è | David González López  | Caja Rural-Seguros RGA     | + 0"       |
| 8è | Antonio Tiberi        | Bahrain Victorious         | + 0"       |
| 9è | Aleksandr Vlàssov     | Bora-Hansgrohe             | + 0"       |
| 10è | Wout Poels            | Bahrain Victorious         | + 0"       |

## Classificacions finals

### Classificació general
| \| Classificació general \| Classificació general \| Classificació general \| Classificació general \| Classificació general \| \| Corredor \| Corredor \| Equip \| Temps \| \| \| --------------------- \| --------------------- \| --------------------- \| --------------------- \| --------------------- \| \| 1r \| Tadej Pogačar \| UAE Team Emirates \| 28h 21' 29" \| \| \| 2n \| Mikel Landa Meana \| Soudal Quick-Step \| + 3' 41" \| \| \| 3r \| Egan Bernal Gómez \| Ineos Grenadiers \| + 5' 03" \| \| \| 4t \| Aleksandr Vlàssov \| Bora-Hansgrohe \| + 5' 56" \| \| \| 5è \| Enric Mas Nicolau \| Movistar Team \| + 6' 01" \| \| \| 6è \| Chris Harper \| Team Jayco AlUla \| + 6' 01" \| \| \| 7è \| Lenny Martinez \| Groupama-FDJ \| + 6' 02" \| \| \| 8è \| Antonio Tiberi \| Bahrain Victorious \| + 6' 33" \| \| \| 9è \| João Almeida \| UAE Team Emirates \| + 6' 33" \| \| \| 10è \| Lorenzo Fortunato \| Astana Qazaqstan Team \| + 7' 27" \| \| |                   |                       |             |
| |                   |                       |             |
| Font: ProCyclingStats |                   |                       |             |
| Classificació general |                   |                       |             |
| Corredor | Corredor          | Equip                 | Temps       |
| 1r | Tadej Pogačar     | UAE Team Emirates     | 28h 21' 29" |
| 2n | Mikel Landa Meana | Soudal Quick-Step     | + 3' 41"    |
| 3r | Egan Bernal Gómez | Ineos Grenadiers      | + 5' 03"    |
| 4t | Aleksandr Vlàssov | Bora-Hansgrohe        | + 5' 56"    |
| 5è | Enric Mas Nicolau | Movistar Team         | + 6' 01"    |
| 6è | Chris Harper      | Team Jayco AlUla      | + 6' 01"    |
| 7è | Lenny Martinez    | Groupama-FDJ          | + 6' 02"    |
| 8è | Antonio Tiberi    | Bahrain Victorious    | + 6' 33"    |
| 9è | João Almeida      | UAE Team Emirates     | + 6' 33"    |
| 10è | Lorenzo Fortunato | Astana Qazaqstan Team | + 7' 27"    |

| Classificació per punts | Classificació per punts | Classificació per punts | Classificació per punts | Classificació per punts |
| Corredor                | Corredor                | Equip                   | Punts                   |                         |
| ----------------------- | ----------------------- | ----------------------- | ----------------------- | ----------------------- |
| 1r                      | Tadej Pogačar           | UAE Team Emirates       | 51 pts                  |                         |
| 2n                      | Mikel Landa Meana       | Soudal Quick-Step       | 18 pts                  |                         |
| 3r                      | Nick Schultz            | Israel-Premier Tech     | 10 pts                  |                         |
| 4t                      | Axel Laurance           | Alpecin-Deceuninck      | 10 pts                  |                         |
| 5è                      | Egan Bernal Gómez       | Ineos Grenadiers        | 10 pts                  |                         |
| 6è                      | Idar Andersen           | Uno-X Mobility          | 9 pts                   |                         |
| 7è                      | Jimmy Janssens          | Alpecin-Deceuninck      | 8 pts                   |                         |
| 8è                      | Aleksandr Vlàssov       | Bora-Hansgrohe          | 7 pts                   |                         |
| 9è                      | Antonio Tiberi          | Bahrain Victorious      | 7 pts                   |                         |
| 10è                     | Hugh Carthy             | EF Education-EasyPost   | 6 pts                   |                         |

| Classificació per punts | Classificació per punts | Classificació per punts | Classificació per punts | Classificació per punts |
| Corredor                | Corredor                | Equip                   | Punts                   |                         |
| ----------------------- | ----------------------- | ----------------------- | ----------------------- | ----------------------- |
| 1r                      | Tadej Pogačar           | UAE Team Emirates       | 51 pts                  |                         |
| 2n                      | Mikel Landa Meana       | Soudal Quick-Step       | 18 pts                  |                         |
| 3r                      | Nick Schultz            | Israel-Premier Tech     | 10 pts                  |                         |
| 4t                      | Axel Laurance           | Alpecin-Deceuninck      | 10 pts                  |                         |
| 5è                      | Egan Bernal Gómez       | Ineos Grenadiers        | 10 pts                  |                         |
| 6è                      | Idar Andersen           | Uno-X Mobility          | 9 pts                   |                         |
| 7è                      | Jimmy Janssens          | Alpecin-Deceuninck      | 8 pts                   |                         |
| 8è                      | Aleksandr Vlàssov       | Bora-Hansgrohe          | 7 pts                   |                         |
| 9è                      | Antonio Tiberi          | Bahrain Victorious      | 7 pts                   |                         |
| 10è                     | Hugh Carthy             | EF Education-EasyPost   | 6 pts                   |                         |

| Classificació de la muntanya | Classificació de la muntanya | Classificació de la muntanya | Classificació de la muntanya | Classificació de la muntanya |
| Corredor                     | Corredor                     | Equip                        | Punts                        |                              |
| ---------------------------- | ---------------------------- | ---------------------------- | ---------------------------- | ---------------------------- |
| 1r                           | Tadej Pogačar                | UAE Team Emirates            | 103 pts                      |                              |
| 2n                           | Mikel Landa Meana            | Soudal Quick-Step            | 70 pts                       |                              |
| 3r                           | Harold Tejada                | Astana Qazaqstan Team        | 37 pts                       |                              |
| 4t                           | Marc Soler i Giménez         | UAE Team Emirates            | 35 pts                       |                              |
| 5è                           | Egan Bernal Gómez            | Ineos Grenadiers             | 29 pts                       |                              |
| 6è                           | Aleksandr Vlàssov            | Bora-Hansgrohe               | 27 pts                       |                              |
| 7è                           | João Almeida                 | UAE Team Emirates            | 24 pts                       |                              |
| 8è                           | Attila Valter                | Team Visma \| Lease a Bike   | 21 pts                       |                              |
| 9è                           | Steven Kruijswijk            | Team Visma \| Lease a Bike   | 20 pts                       |                              |
| 10è                          | Antonio Tiberi               | Bahrain Victorious           | 19 pts                       |                              |

| Classificació de la muntanya | Classificació de la muntanya | Classificació de la muntanya | Classificació de la muntanya | Classificació de la muntanya |
| Corredor                     | Corredor                     | Equip                        | Punts                        |                              |
| ---------------------------- | ---------------------------- | ---------------------------- | ---------------------------- | ---------------------------- |
| 1r                           | Tadej Pogačar                | UAE Team Emirates            | 103 pts                      |                              |
| 2n                           | Mikel Landa Meana            | Soudal Quick-Step            | 70 pts                       |                              |
| 3r                           | Harold Tejada                | Astana Qazaqstan Team        | 37 pts                       |                              |
| 4t                           | Marc Soler i Giménez         | UAE Team Emirates            | 35 pts                       |                              |
| 5è                           | Egan Bernal Gómez            | Ineos Grenadiers             | 29 pts                       |                              |
| 6è                           | Aleksandr Vlàssov            | Bora-Hansgrohe               | 27 pts                       |                              |
| 7è                           | João Almeida                 | UAE Team Emirates            | 24 pts                       |                              |
| 8è                           | Attila Valter                | Team Visma \| Lease a Bike   | 21 pts                       |                              |
| 9è                           | Steven Kruijswijk            | Team Visma \| Lease a Bike   | 20 pts                       |                              |
| 10è                          | Antonio Tiberi               | Bahrain Victorious           | 19 pts                       |                              |

| Classificació del millor jove | Classificació del millor jove | Classificació del millor jove | Classificació del millor jove | Classificació del millor jove |
| Corredor                      | Corredor                      | Equip                         | Temps                         |                               |
| ----------------------------- | ----------------------------- | ----------------------------- | ----------------------------- | ----------------------------- |
| 1r                            | Lenny Martinez                | Groupama-FDJ                  | 28h 27' 31"                   |                               |
| 2n                            | Antonio Tiberi                | Bahrain Victorious            | + 31"                         |                               |
| 3r                            | Johannes Kulset               | Uno-X Mobility                | + 9' 13"                      |                               |
| 4t                            | Valentin Paret-Peintre        | Decathlon-AG2R La Mondiale    | + 15' 08"                     |                               |
| 5è                            | Pablo Castrillo Zapater       | Equipo Kern Pharma            | + 15' 43"                     |                               |
| 6è                            | Darren Rafferty               | EF Education-EasyPost         | + 17' 38"                     |                               |
| 7è                            | Junior Lecerf                 | Soudal Quick-Step             | + 18' 31"                     |                               |
| 8è                            | Georg Steinhauser             | EF Education-EasyPost         | + 37' 37"                     |                               |
| 9è                            | Edoardo Zambanini             | Bahrain Victorious            | + 43' 11"                     |                               |
| 10è                           | Jorge Gutiérrez González      | Equipo Kern Pharma            | + 49' 17"                     |                               |

| Classificació del millor jove | Classificació del millor jove | Classificació del millor jove | Classificació del millor jove | Classificació del millor jove |
| Corredor                      | Corredor                      | Equip                         | Temps                         |                               |
| ----------------------------- | ----------------------------- | ----------------------------- | ----------------------------- | ----------------------------- |
| 1r                            | Lenny Martinez                | Groupama-FDJ                  | 28h 27' 31"                   |                               |
| 2n                            | Antonio Tiberi                | Bahrain Victorious            | + 31"                         |                               |
| 3r                            | Johannes Kulset               | Uno-X Mobility                | + 9' 13"                      |                               |
| 4t                            | Valentin Paret-Peintre        | Decathlon-AG2R La Mondiale    | + 15' 08"                     |                               |
| 5è                            | Pablo Castrillo Zapater       | Equipo Kern Pharma            | + 15' 43"                     |                               |
| 6è                            | Darren Rafferty               | EF Education-EasyPost         | + 17' 38"                     |                               |
| 7è                            | Junior Lecerf                 | Soudal Quick-Step             | + 18' 31"                     |                               |
| 8è                            | Georg Steinhauser             | EF Education-EasyPost         | + 37' 37"                     |                               |
| 9è                            | Edoardo Zambanini             | Bahrain Victorious            | + 43' 11"                     |                               |
| 10è                           | Jorge Gutiérrez González      | Equipo Kern Pharma            | + 49' 17"                     |                               |

| Classificació per equips | Classificació per equips   | Classificació per equips | Classificació per equips |
| Equip                    | Equip                      | Temps                    |                          |
| ------------------------ | -------------------------- | ------------------------ | ------------------------ |
| 1r                       | Bahrain Victorious         | 85h 32' 47"              |                          |
| 2n                       | Movistar Team              | + 2' 08"                 |                          |
| 3r                       | Ineos Grenadiers           | + 2' 09"                 |                          |
| 4t                       | Soudal Quick-Step          | + 7' 25"                 |                          |
| 5è                       | UAE Team Emirates          | + 16' 36"                |                          |
| 6è                       | EF Education-EasyPost      | + 16' 42"                |                          |
| 7è                       | Team Visma \| Lease a Bike | + 17' 08"                |                          |
| 8è                       | Decathlon-AG2R La Mondiale | + 20' 25"                |                          |
| 9è                       | Bora-Hansgrohe             | + 28' 19"                |                          |
| 10è                      | Israel-Premier Tech        | + 36' 56"                |                          |

| Classificació per equips | Classificació per equips   | Classificació per equips | Classificació per equips |
| Equip                    | Equip                      | Temps                    |                          |
| ------------------------ | -------------------------- | ------------------------ | ------------------------ |
| 1r                       | Bahrain Victorious         | 85h 32' 47"              |                          |
| 2n                       | Movistar Team              | + 2' 08"                 |                          |
| 3r                       | Ineos Grenadiers           | + 2' 09"                 |                          |
| 4t                       | Soudal Quick-Step          | + 7' 25"                 |                          |
| 5è                       | UAE Team Emirates          | + 16' 36"                |                          |
| 6è                       | EF Education-EasyPost      | + 16' 42"                |                          |
| 7è                       | Team Visma \| Lease a Bike | + 17' 08"                |                          |
| 8è                       | Decathlon-AG2R La Mondiale | + 20' 25"                |                          |
| 9è                       | Bora-Hansgrohe             | + 28' 19"                |                          |
| 10è                      | Israel-Premier Tech        | + 36' 56"                |                          |

## Evolució de les classificacions
| Etapa                  | Vencedor               | Classificació general | Classificació per punts | Classificació de la muntanya | Classificació dels joves | Classificació per equips | Premi de la combativitat |
| ---------------------- | ---------------------- | --------------------- | ----------------------- | ---------------------------- | ------------------------ | ------------------------ | ------------------------ |
| 1                      | Nick Schultz           | Nick Schultz          | Nick Schultz            | Kenny Elissonde              | Axel Laurance            | Israel-Premier Tech      | Mikel Bizkarra Etxegibel |
| 2                      | Tadej Pogačar          | Tadej Pogačar         | Tadej Pogačar           | Tadej Pogačar                | Lenny Martinez           | UAE Team Emirates        | Álex Jaime               |
| 3                      | Tadej Pogačar          | Tadej Pogačar         | Tadej Pogačar           | Tadej Pogačar                | Lenny Martinez           | Movistar Team            | Harold Tejada            |
| 4                      | Marijn van den Berg    | Tadej Pogačar         | Tadej Pogačar           | Tadej Pogačar                | Lenny Martinez           | Movistar Team            | Urko Berrade             |
| 5                      | Axel Laurence          | Tadej Pogačar         | Tadej Pogačar           | Tadej Pogačar                | Lenny Martinez           | Movistar Team            | Óscar Rodríguez          |
| 6                      | Tadej Pogačar          | Tadej Pogačar         | Tadej Pogačar           | Tadej Pogačar                | Lenny Martinez           | Bahrain Victorious       | Tadej Pogačar            |
| 7                      | Tadej Pogačar          | Tadej Pogačar         | Tadej Pogačar           | Tadej Pogačar                | Lenny Martinez           | Bahrain Victorious       | Ander Okamika            |
| Classificacions finals | Classificacions finals | Tadej Pogačar         | Tadej Pogačar           | Tadej Pogačar                | Lenny Martinez           | Bahrain Victorious       | No entregat              |

1. ↑  Durant la segona etapa, Mikel Bizkarra Etxegibel, qui era tercer en la classificació per punts, portà el mallot blanc amb barres blaves ja que Nick Schultz portà el mallot blanc amb barres verdes com a líder de la general i Tadej Pogačar, segon de la classificació per punts, portà el mallot de campió eslovè de ciclisme en ruta.
2. 1 2  Durant la tercera etapa, Mikel Landa, qui era segon en la classificació de la muntanya, i Nick Schultz, qui era segon en la classificació per punts, portaren el mallot blanc amb barres vermelles i el mallot blanc amb barres blaves, respectivament, ja que Tadej Pogačar portà el blanc amb barres verdes com a líder de la general i també era líder en les dues classificacions.
3. 1 2  Durant la quarta, cinquena i setena etapa, Mikel Landa, qui era segon en la classificació per punts, i Harold Tejada, tercer en la classificació de la muntanya, portaren el mallot blanc amb barres blaves i el mallot blanc amb barres vermelles, respectivament, ja que Tadej Pogačar portà el malllot blanc amb barres verdes com a líder de la general i també era el líder de les dues classificacions.
4. 1 2  Durant la sisena etapa, Marijn van den Berg, qui era segon en la classificació de punts, i Mikel Landa, qui era segon en la classificació de la muntanya, portaren el mallot blanc amb barres blaves i el mallot blanc amb barres vermelles, respectivament, ja que Tadej Pogačar portà el blanc amb barres verdes com a líder de la general i també era líder en les dues classificacions.

## Llista de participants
| UAE Team Emirates UAD | UAE Team Emirates UAD      | UAE Team Emirates UAD |
| --------------------- | -------------------------- | --------------------- |
| Núm                   | Ciclista                   | Pos                   |
| 1                     | Tadej Pogačar (SLO) (ruta) | 1r                    |
| 2                     | João Almeida (POR)         | 9è                    |
| 3                     | Pàvel Sivakov (FRA)        | 85è                   |
| 4                     | Felix Großschartner (AUT)  | 130è                  |
| 5                     | Jay Vine (AUS)             | NP-2                  |
| 6                     | Domen Novak (SLO)          | DNF-7                 |
| 7                     | Marc Soler i Giménez (ESP) | 46è                   |

| Team Visma \| Lease a Bike TVL | Team Visma \| Lease a Bike TVL | Team Visma \| Lease a Bike TVL |
| ------------------------------ | ------------------------------ | ------------------------------ |
| Núm                            | Ciclista                       | Pos                            |
| 11                             | Sepp Kuss (USA)                | 13è                            |
| 12                             | Cian Uijtdebroeks (BEL)        | DNF-7                          |
| 13                             | Attila Valter (HUN) (ruta)     | 36è                            |
| 14                             | Bart Lemmen (NED)              | DNF-1                          |
| 15                             | Loe van Belle (NED)            | NP-3                           |
| 16                             | Robert Gesink (NED)            | 65è                            |
| 17                             | Steven Kruijswijk (NED)        | 35è                            |

| Soudal Quick-Step SOQ | Soudal Quick-Step SOQ   | Soudal Quick-Step SOQ |
| --------------------- | ----------------------- | --------------------- |
| Núm                   | Ciclista                | Pos                   |
| 21                    | Mikel Landa Meana (ESP) | 2n                    |
| 22                    | Ilan Van Wilder (BEL)   | DNF-6                 |
| 23                    | Junior Lecerf (BEL)     | 32è                   |
| 24                    | James Knox (GBR)        | 59è                   |
| 25                    | Antoine Huby (FRA)      | 113è                  |
| 26                    | Jan Hirt (CZE)          | 20è                   |
| 27                    | Mauri Vansevenant (BEL) | 54è                   |

| Ineos Grenadiers IGD | Ineos Grenadiers IGD               | Ineos Grenadiers IGD |
| -------------------- | ---------------------------------- | -------------------- |
| Núm                  | Ciclista                           | Pos                  |
| 31                   | Geraint Thomas (GBR)               | 27è                  |
| 32                   | Ethan Hayter (GBR)                 | 119è                 |
| 33                   | Egan Bernal Gómez (COL)            | 3r                   |
| 34                   | Laurens De Plus (BEL)              | 16è                  |
| 35                   | Brandon Rivera (COL)               | 47è                  |
| 36                   | Óscar Rodríguez Garaicoechea (ESP) | 61è                  |
| 37                   | Salvatore Puccio (ITA)             | 129è                 |

| Lidl-Trek LTK | Lidl-Trek LTK                   | Lidl-Trek LTK |
| ------------- | ------------------------------- | ------------- |
| Núm           | Ciclista                        | Pos           |
| 41            | Patrick Konrad (AUT)            | 40è           |
| 42            | Bauke Mollema (NED)             | 75è           |
| 43            | Amanuel Gebrezgabihier (ERI)    | 68è           |
| 44            | Carlos Verona Quintanilla (ESP) | 17è           |
| 45            | Juan Pedro López (ESP)          | 37è           |
| 46            | Sam Oomen (NED)                 | 41è           |
| 47            | Jacopo Mosca (ITA)              | 110è          |

| Bahrain Victorious TBV | Bahrain Victorious TBV  | Bahrain Victorious TBV |
| ---------------------- | ----------------------- | ---------------------- |
| Núm                    | Ciclista                | Pos                    |
| 51                     | Damiano Caruso (ITA)    | 19è                    |
| 52                     | Wout Poels (NED)        | 11è                    |
| 53                     | Jack Haig (AUS)         | 48è                    |
| 54                     | Torstein Træen (NOR)    | 82è                    |
| 55                     | Antonio Tiberi (ITA)    | 8è                     |
| 56                     | Edoardo Zambanini (ITA) | 58è                    |
| 57                     | Nicolò Buratti (ITA)    | 126è                   |

| Groupama-FDJ GFC | Groupama-FDJ GFC       | Groupama-FDJ GFC |
| ---------------- | ---------------------- | ---------------- |
| Núm              | Ciclista               | Pos              |
| 61               | Lenny Martinez (FRA)   | 7è               |
| 62               | Rémy Rochas (FRA)      | 77è              |
| 63               | Reuben Thompson (NZL)  | 97è              |
| 64               | Enzo Paleni (FRA)      | DNF-7            |
| 65               | Cyril Barthe (FRA)     | 123è             |
| 66               | Eddy Le Huitouze (FRA) | DNF-6            |
| 67               | Clément Davy (FRA)     | 122è             |

| Alpecin-Deceuninck ADC | Alpecin-Deceuninck ADC  | Alpecin-Deceuninck ADC |
| ---------------------- | ----------------------- | ---------------------- |
| Núm                    | Ciclista                | Pos                    |
| 71                     | Henri Uhlig (GER)       | 114è                   |
| 72                     | Axel Laurance (FRA)     | 79è                    |
| 73                     | Lars Boven (NED)        | DNF-2                  |
| 74                     | Edward Planckaert (BEL) | DNF-7                  |
| 75                     | Tobias Bayer (AUT)      | 111è                   |
| 76                     | Jimmy Janssens (BEL)    | 107è                   |
| 77                     | Sam Gaze (NZL)          | DNF-3                  |

| Bora-Hansgrohe BOH | Bora-Hansgrohe BOH          | Bora-Hansgrohe BOH |
| ------------------ | --------------------------- | ------------------ |
| Núm                | Ciclista                    | Pos                |
| 81                 | Aleksandr Vlàssov (RUS)     | 4t                 |
| 82                 | Sergio Higuita García (COL) | 33è                |
| 83                 | Ben Zwiehoff (GER)          | 90è                |
| 84                 | Florian Lipowitz (GER)      | 45è                |
| 85                 | Frederik Wandahl (DEN)      | 91è                |
| 86                 | Anton Palzer (GER)          | 53è                |
| 87                 | Cesare Benedetti (POL)      | NP-5               |

| EF Education-EasyPost EFE | EF Education-EasyPost EFE       | EF Education-EasyPost EFE |
| ------------------------- | ------------------------------- | ------------------------- |
| Núm                       | Ciclista                        | Pos                       |
| 91                        | Marijn van den Berg (NED)       | NP-6                      |
| 92                        | Hugh Carthy (GBR)               | 84è                       |
| 93                        | Esteban Chaves Rubio (COL)      | 22è                       |
| 94                        | Georg Steinhauser (GER)         | 51è                       |
| 95                        | Darren Rafferty (IRL)           | 31è                       |
| 96                        | Sean Quinn (USA)                | 24è                       |
| 97                        | Andrey Amador Bikkazakova (CRC) | NP-6                      |

| Movistar Team MOV | Movistar Team MOV             | Movistar Team MOV |
| ----------------- | ----------------------------- | ----------------- |
| Núm               | Ciclista                      | Pos               |
| 101               | Enric Mas Nicolau (ESP)       | 5è                |
| 102               | Einer Rubio (COL)             | 14è               |
| 103               | Iván García Cortina (ESP)     | DNF-7             |
| 104               | Iván Ramiro Sosa Cuervo (COL) | 56è               |
| 105               | Javier Romo (ESP)             | DNF-6             |
| 106               | Jorge Arcas (ESP)             | 102è              |
| 107               | Nairo Quintana Rojas (COL)    | DNF-7             |

| Team Jayco AlUla JAY | Team Jayco AlUla JAY          | Team Jayco AlUla JAY |
| -------------------- | ----------------------------- | -------------------- |
| Núm                  | Ciclista                      | Pos                  |
| 111                  | Simon Yates (GBR)             | 57è                  |
| 112                  | Felix Engelhardt (GER)        | DNF-6                |
| 113                  | Chris Harper (AUS)            | 6è                   |
| 114                  | David Peña (COL)              | 101è                 |
| 115                  | Lawson Craddock (USA)         | DNF-5                |
| 116                  | Jan Maas (NED)                | DNF-7                |
| 117                  | Christopher Juul-Jensen (DEN) | 87è                  |

| Intermarché-Wanty IWA | Intermarché-Wanty IWA   | Intermarché-Wanty IWA |
| --------------------- | ----------------------- | --------------------- |
| Núm                   | Ciclista                | Pos                   |
| 121                   | Arne Marit (BEL)        | 135è                  |
| 122                   | Francesco Busatto (ITA) | 94è                   |
| 123                   | Louis Meintjes (RSA)    | 44è                   |
| 124                   | Lilian Calmejane (FRA)  | 81è                   |
| 125                   | Simone Petilli (ITA)    | DNF-7                 |
| 126                   | Rein Taaramäe (EST)     | DNF-7                 |
| 127                   | Kevin Colleoni (ITA)    | DNF-6                 |

| Cofidis COF | Cofidis COF                    | Cofidis COF |
| ----------- | ------------------------------ | ----------- |
| Núm         | Ciclista                       | Pos         |
| 131         | Guillaume Martin (FRA)         | 26è         |
| 132         | Bryan Coquard (FRA)            | DNF-7       |
| 133         | Jesús Herrada López (ESP)      | 104è        |
| 134         | Ben Hermans (BEL)              | DNF-7       |
| 135         | Kenny Elissonde (FRA)          | DNF-7       |
| 136         | Jonathan Lastra Martínez (ESP) | 86è         |
| 137         | Harrison Wood (GBR)            | 127è        |

| Team dsm-firmenich PostNL DFP | Team dsm-firmenich PostNL DFP | Team dsm-firmenich PostNL DFP |
| ----------------------------- | ----------------------------- | ----------------------------- |
| Núm                           | Ciclista                      | Pos                           |
| 141                           | Pavel Bittner (CZE)           | NP-3                          |
| 142                           | Emīls Liepiņš (LAT) (ruta)    | 133è                          |
| 143                           | Frank van den Broek (NED)     | DNF-7                         |
| 144                           | Romain Combaud (FRA)          | 92è                           |
| 145                           | Patrick Bevin (NZL)           | DNF-1                         |
| 146                           | Tim Naberman (NED)            | 134è                          |
| 147                           | Martijn Tusveld (NED)         | NP-6                          |

| Decathlon-AG2R La Mondiale DAT | Decathlon-AG2R La Mondiale DAT | Decathlon-AG2R La Mondiale DAT |
| ------------------------------ | ------------------------------ | ------------------------------ |
| Núm                            | Ciclista                       | Pos                            |
| 151                            | Dorian Godon (FRA)             | 78è                            |
| 152                            | Clément Berthet (FRA)          | 18è                            |
| 153                            | Nicolas Prodhomme (FRA)        | 28è                            |
| 154                            | Valentin Paret-Peintre (FRA)   | 29è                            |
| 155                            | Alex Baudin (FRA)              | 93è                            |
| 156                            | Lawrence Warbasse (USA)        | 55è                            |
| 157                            | Jaakko Hänninen (FIN)          | 100è                           |

| Arkéa-B&B Hotels ARK | Arkéa-B&B Hotels ARK            | Arkéa-B&B Hotels ARK |
| -------------------- | ------------------------------- | -------------------- |
| Núm                  | Ciclista                        | Pos                  |
| 161                  | Cristián Rodríguez Martín (ESP) | 12è                  |
| 162                  | Louis Barré (FRA)               | 109è                 |
| 163                  | Raúl García Pierna (ESP)        | NP-4                 |
| 164                  | Laurens Huys (BEL)              | DNF-1                |
| 165                  | Michel Ries (LUX)               | 60è                  |
| 166                  | Alessandro Verre (ITA)          | 108è                 |
| 167                  | Kévin Ledanois (FRA)            | DNF-6                |

| Astana Qazaqstan Team AST | Astana Qazaqstan Team AST    | Astana Qazaqstan Team AST |
| ------------------------- | ---------------------------- | ------------------------- |
| Núm                       | Ciclista                     | Pos                       |
| 171                       | Lorenzo Fortunato (ITA)      | 10è                       |
| 172                       | Harold Tejada (COL)          | 70è                       |
| 173                       | Henok Mulubrhan (ERI) (ruta) | 72è                       |
| 174                       | Ide Schelling (NED)          | DNF-6                     |
| 175                       | Vadim Pronskiy (KAZ)         | 95è                       |
| 176                       | Harold Martín López (ECU)    | 105è                      |
| 177                       | Santiago Umba (COL)          | 103è                      |

| Lotto Dstny LTD | Lotto Dstny LTD             | Lotto Dstny LTD |
| --------------- | --------------------------- | --------------- |
| Núm             | Ciclista                    | Pos             |
| 181             | Maxim Van Gils (BEL)        | DNF-3           |
| 182             | Andreas Kron (DEN)          | 67è             |
| 183             | Eduardo Sepúlveda (ARG)     | 63è             |
| 184             | Johannes Adamietz (GER)     | 96è             |
| 185             | Jonas Gregaard Wilsly (DEN) | 112è            |
| 186             | Jarrad Drizners (AUS)       | 131è            |
| 187             | Thomas De Gendt (BEL)       | 115è            |

| Israel-Premier Tech IPT | Israel-Premier Tech IPT  | Israel-Premier Tech IPT |
| ----------------------- | ------------------------ | ----------------------- |
| Núm                     | Ciclista                 | Pos                     |
| 191                     | Michael Woods (CAN)      | 62è                     |
| 192                     | Stephen Williams (GBR)   | 52è                     |
| 193                     | Dylan Teuns (BEL)        | NP-5                    |
| 194                     | Nick Schultz (AUS)       | 43è                     |
| 195                     | George Bennett (NZL)     | 15è                     |
| 196                     | Marco Frigo (ITA)        | 106è                    |
| 197                     | Matthew Riccitello (USA) | DNF-6                   |

| Uno-X Mobility UXM | Uno-X Mobility UXM               | Uno-X Mobility UXM |
| ------------------ | -------------------------------- | ------------------ |
| Núm                | Ciclista                         | Pos                |
| 201                | Tobias Halland Johannessen (NOR) | 89è                |
| 202                | Andreas Leknessund (NOR)         | 25è                |
| 203                | Johannes Kulset (NOR)            | 21è                |
| 204                | Ådne Holter (NOR)                | 118è               |
| 205                | Anders Halland Johannessen (NOR) | 128è               |
| 206                | Martin Bugge Urianstad (NOR)     | 80è                |
| 207                | Idar Andersen (NOR)              | 121è               |

| Caja Rural-Seguros RGA CJR | Caja Rural-Seguros RGA CJR         | Caja Rural-Seguros RGA CJR |
| -------------------------- | ---------------------------------- | -------------------------- |
| Núm                        | Ciclista                           | Pos                        |
| 211                        | Orluis Aular Sanabria (VEN) (ruta) | 73è                        |
| 212                        | Sebastian Berwick (AUS)            | 74è                        |
| 213                        | David González López (ESP)         | 76è                        |
| 214                        | Fernando Barceló Aragón (ESP)      | 71è                        |
| 215                        | Jokin Murguialday (ESP)            | 120è                       |
| 216                        | Samuel Fernández García (ESP)      | 116è                       |
| 217                        | Joel Nicolau Beltran (ESP)         | 49è                        |

| Equipo Kern Pharma EKP | Equipo Kern Pharma EKP         | Equipo Kern Pharma EKP |
| ---------------------- | ------------------------------ | ---------------------- |
| Núm                    | Ciclista                       | Pos                    |
| 221                    | Pablo Castrillo Zapater (ESP)  | 30è                    |
| 222                    | Urko Berrade (ESP)             | 99è                    |
| 223                    | José Félix Parra (ESP)         | 50è                    |
| 224                    | Jon Agirre Egaña (ESP)         | 38è                    |
| 225                    | Jorge Gutiérrez González (ESP) | 66è                    |
| 226                    | Álex Jaime (ESP)               | 136è                   |
| 227                    | Pau Miquel Delgado (ESP)       | 83è                    |

| Burgos-BH BBH | Burgos-BH BBH                      | Burgos-BH BBH |
| ------------- | ---------------------------------- | ------------- |
| Núm           | Ciclista                           | Pos           |
| 231           | Jambaljamts Sainbayar (MGL) (ruta) | 132è          |
| 232           | Eric Fagúndez (URU)                | 23è           |
| 233           | José Manuel Díaz Gallego (ESP)     | NP-4          |
| 234           | Mario Aparicio (ESP)               | 117è          |
| 235           | Ander Okamika (ESP)                | 98è           |
| 236           | Victor Langellotti (MON)           | 39è           |
| 237           | Sinuhé Fernández (ESP)             | 88è           |

| Euskaltel-Euskadi EUS | Euskaltel-Euskadi EUS             | Euskaltel-Euskadi EUS |
| --------------------- | --------------------------------- | --------------------- |
| Núm                   | Ciclista                          | Pos                   |
| 241                   | Joan Bou (ESP)                    | 42è                   |
| 242                   | Mikel Bizkarra Etxegibel (ESP)    | DNF-5                 |
| 243                   | Luis Ángel Maté Mardones (ESP)    | 34è                   |
| 244                   | Mikel Iturria Segurola (ESP)      | 69è                   |
| 245                   | Víctor de la Parte González (ESP) | 64è                   |
| 246                   | Xabier Isasa (ESP)                | 125è                  |
| 247                   | Asier Etxeberria (ESP)            | 124è                  |

| UAE Team Emirates UAD | UAE Team Emirates UAD      | UAE Team Emirates UAD |
| --------------------- | -------------------------- | --------------------- |
| Núm                   | Ciclista                   | Pos                   |
| 1                     | Tadej Pogačar (SLO) (ruta) | 1r                    |
| 2                     | João Almeida (POR)         | 9è                    |
| 3                     | Pàvel Sivakov (FRA)        | 85è                   |
| 4                     | Felix Großschartner (AUT)  | 130è                  |
| 5                     | Jay Vine (AUS)             | NP-2                  |
| 6                     | Domen Novak (SLO)          | DNF-7                 |
| 7                     | Marc Soler i Giménez (ESP) | 46è                   |

| Team Visma \| Lease a Bike TVL | Team Visma \| Lease a Bike TVL | Team Visma \| Lease a Bike TVL |
| ------------------------------ | ------------------------------ | ------------------------------ |
| Núm                            | Ciclista                       | Pos                            |
| 11                             | Sepp Kuss (USA)                | 13è                            |
| 12                             | Cian Uijtdebroeks (BEL)        | DNF-7                          |
| 13                             | Attila Valter (HUN) (ruta)     | 36è                            |
| 14                             | Bart Lemmen (NED)              | DNF-1                          |
| 15                             | Loe van Belle (NED)            | NP-3                           |
| 16                             | Robert Gesink (NED)            | 65è                            |
| 17                             | Steven Kruijswijk (NED)        | 35è                            |

| Soudal Quick-Step SOQ | Soudal Quick-Step SOQ   | Soudal Quick-Step SOQ |
| --------------------- | ----------------------- | --------------------- |
| Núm                   | Ciclista                | Pos                   |
| 21                    | Mikel Landa Meana (ESP) | 2n                    |
| 22                    | Ilan Van Wilder (BEL)   | DNF-6                 |
| 23                    | Junior Lecerf (BEL)     | 32è                   |
| 24                    | James Knox (GBR)        | 59è                   |
| 25                    | Antoine Huby (FRA)      | 113è                  |
| 26                    | Jan Hirt (CZE)          | 20è                   |
| 27                    | Mauri Vansevenant (BEL) | 54è                   |

| Ineos Grenadiers IGD | Ineos Grenadiers IGD               | Ineos Grenadiers IGD |
| -------------------- | ---------------------------------- | -------------------- |
| Núm                  | Ciclista                           | Pos                  |
| 31                   | Geraint Thomas (GBR)               | 27è                  |
| 32                   | Ethan Hayter (GBR)                 | 119è                 |
| 33                   | Egan Bernal Gómez (COL)            | 3r                   |
| 34                   | Laurens De Plus (BEL)              | 16è                  |
| 35                   | Brandon Rivera (COL)               | 47è                  |
| 36                   | Óscar Rodríguez Garaicoechea (ESP) | 61è                  |
| 37                   | Salvatore Puccio (ITA)             | 129è                 |

| Lidl-Trek LTK | Lidl-Trek LTK                   | Lidl-Trek LTK |
| ------------- | ------------------------------- | ------------- |
| Núm           | Ciclista                        | Pos           |
| 41            | Patrick Konrad (AUT)            | 40è           |
| 42            | Bauke Mollema (NED)             | 75è           |
| 43            | Amanuel Gebrezgabihier (ERI)    | 68è           |
| 44            | Carlos Verona Quintanilla (ESP) | 17è           |
| 45            | Juan Pedro López (ESP)          | 37è           |
| 46            | Sam Oomen (NED)                 | 41è           |
| 47            | Jacopo Mosca (ITA)              | 110è          |

| Bahrain Victorious TBV | Bahrain Victorious TBV  | Bahrain Victorious TBV |
| ---------------------- | ----------------------- | ---------------------- |
| Núm                    | Ciclista                | Pos                    |
| 51                     | Damiano Caruso (ITA)    | 19è                    |
| 52                     | Wout Poels (NED)        | 11è                    |
| 53                     | Jack Haig (AUS)         | 48è                    |
| 54                     | Torstein Træen (NOR)    | 82è                    |
| 55                     | Antonio Tiberi (ITA)    | 8è                     |
| 56                     | Edoardo Zambanini (ITA) | 58è                    |
| 57                     | Nicolò Buratti (ITA)    | 126è                   |

| Groupama-FDJ GFC | Groupama-FDJ GFC       | Groupama-FDJ GFC |
| ---------------- | ---------------------- | ---------------- |
| Núm              | Ciclista               | Pos              |
| 61               | Lenny Martinez (FRA)   | 7è               |
| 62               | Rémy Rochas (FRA)      | 77è              |
| 63               | Reuben Thompson (NZL)  | 97è              |
| 64               | Enzo Paleni (FRA)      | DNF-7            |
| 65               | Cyril Barthe (FRA)     | 123è             |
| 66               | Eddy Le Huitouze (FRA) | DNF-6            |
| 67               | Clément Davy (FRA)     | 122è             |

| Alpecin-Deceuninck ADC | Alpecin-Deceuninck ADC  | Alpecin-Deceuninck ADC |
| ---------------------- | ----------------------- | ---------------------- |
| Núm                    | Ciclista                | Pos                    |
| 71                     | Henri Uhlig (GER)       | 114è                   |
| 72                     | Axel Laurance (FRA)     | 79è                    |
| 73                     | Lars Boven (NED)        | DNF-2                  |
| 74                     | Edward Planckaert (BEL) | DNF-7                  |
| 75                     | Tobias Bayer (AUT)      | 111è                   |
| 76                     | Jimmy Janssens (BEL)    | 107è                   |
| 77                     | Sam Gaze (NZL)          | DNF-3                  |

| Bora-Hansgrohe BOH | Bora-Hansgrohe BOH          | Bora-Hansgrohe BOH |
| ------------------ | --------------------------- | ------------------ |
| Núm                | Ciclista                    | Pos                |
| 81                 | Aleksandr Vlàssov (RUS)     | 4t                 |
| 82                 | Sergio Higuita García (COL) | 33è                |
| 83                 | Ben Zwiehoff (GER)          | 90è                |
| 84                 | Florian Lipowitz (GER)      | 45è                |
| 85                 | Frederik Wandahl (DEN)      | 91è                |
| 86                 | Anton Palzer (GER)          | 53è                |
| 87                 | Cesare Benedetti (POL)      | NP-5               |

| EF Education-EasyPost EFE | EF Education-EasyPost EFE       | EF Education-EasyPost EFE |
| ------------------------- | ------------------------------- | ------------------------- |
| Núm                       | Ciclista                        | Pos                       |
| 91                        | Marijn van den Berg (NED)       | NP-6                      |
| 92                        | Hugh Carthy (GBR)               | 84è                       |
| 93                        | Esteban Chaves Rubio (COL)      | 22è                       |
| 94                        | Georg Steinhauser (GER)         | 51è                       |
| 95                        | Darren Rafferty (IRL)           | 31è                       |
| 96                        | Sean Quinn (USA)                | 24è                       |
| 97                        | Andrey Amador Bikkazakova (CRC) | NP-6                      |

| Movistar Team MOV | Movistar Team MOV             | Movistar Team MOV |
| ----------------- | ----------------------------- | ----------------- |
| Núm               | Ciclista                      | Pos               |
| 101               | Enric Mas Nicolau (ESP)       | 5è                |
| 102               | Einer Rubio (COL)             | 14è               |
| 103               | Iván García Cortina (ESP)     | DNF-7             |
| 104               | Iván Ramiro Sosa Cuervo (COL) | 56è               |
| 105               | Javier Romo (ESP)             | DNF-6             |
| 106               | Jorge Arcas (ESP)             | 102è              |
| 107               | Nairo Quintana Rojas (COL)    | DNF-7             |

| Team Jayco AlUla JAY | Team Jayco AlUla JAY          | Team Jayco AlUla JAY |
| -------------------- | ----------------------------- | -------------------- |
| Núm                  | Ciclista                      | Pos                  |
| 111                  | Simon Yates (GBR)             | 57è                  |
| 112                  | Felix Engelhardt (GER)        | DNF-6                |
| 113                  | Chris Harper (AUS)            | 6è                   |
| 114                  | David Peña (COL)              | 101è                 |
| 115                  | Lawson Craddock (USA)         | DNF-5                |
| 116                  | Jan Maas (NED)                | DNF-7                |
| 117                  | Christopher Juul-Jensen (DEN) | 87è                  |

| Intermarché-Wanty IWA | Intermarché-Wanty IWA   | Intermarché-Wanty IWA |
| --------------------- | ----------------------- | --------------------- |
| Núm                   | Ciclista                | Pos                   |
| 121                   | Arne Marit (BEL)        | 135è                  |
| 122                   | Francesco Busatto (ITA) | 94è                   |
| 123                   | Louis Meintjes (RSA)    | 44è                   |
| 124                   | Lilian Calmejane (FRA)  | 81è                   |
| 125                   | Simone Petilli (ITA)    | DNF-7                 |
| 126                   | Rein Taaramäe (EST)     | DNF-7                 |
| 127                   | Kevin Colleoni (ITA)    | DNF-6                 |

| Cofidis COF | Cofidis COF                    | Cofidis COF |
| ----------- | ------------------------------ | ----------- |
| Núm         | Ciclista                       | Pos         |
| 131         | Guillaume Martin (FRA)         | 26è         |
| 132         | Bryan Coquard (FRA)            | DNF-7       |
| 133         | Jesús Herrada López (ESP)      | 104è        |
| 134         | Ben Hermans (BEL)              | DNF-7       |
| 135         | Kenny Elissonde (FRA)          | DNF-7       |
| 136         | Jonathan Lastra Martínez (ESP) | 86è         |
| 137         | Harrison Wood (GBR)            | 127è        |

| Team dsm-firmenich PostNL DFP | Team dsm-firmenich PostNL DFP | Team dsm-firmenich PostNL DFP |
| ----------------------------- | ----------------------------- | ----------------------------- |
| Núm                           | Ciclista                      | Pos                           |
| 141                           | Pavel Bittner (CZE)           | NP-3                          |
| 142                           | Emīls Liepiņš (LAT) (ruta)    | 133è                          |
| 143                           | Frank van den Broek (NED)     | DNF-7                         |
| 144                           | Romain Combaud (FRA)          | 92è                           |
| 145                           | Patrick Bevin (NZL)           | DNF-1                         |
| 146                           | Tim Naberman (NED)            | 134è                          |
| 147                           | Martijn Tusveld (NED)         | NP-6                          |

| Decathlon-AG2R La Mondiale DAT | Decathlon-AG2R La Mondiale DAT | Decathlon-AG2R La Mondiale DAT |
| ------------------------------ | ------------------------------ | ------------------------------ |
| Núm                            | Ciclista                       | Pos                            |
| 151                            | Dorian Godon (FRA)             | 78è                            |
| 152                            | Clément Berthet (FRA)          | 18è                            |
| 153                            | Nicolas Prodhomme (FRA)        | 28è                            |
| 154                            | Valentin Paret-Peintre (FRA)   | 29è                            |
| 155                            | Alex Baudin (FRA)              | 93è                            |
| 156                            | Lawrence Warbasse (USA)        | 55è                            |
| 157                            | Jaakko Hänninen (FIN)          | 100è                           |

| Arkéa-B&B Hotels ARK | Arkéa-B&B Hotels ARK            | Arkéa-B&B Hotels ARK |
| -------------------- | ------------------------------- | -------------------- |
| Núm                  | Ciclista                        | Pos                  |
| 161                  | Cristián Rodríguez Martín (ESP) | 12è                  |
| 162                  | Louis Barré (FRA)               | 109è                 |
| 163                  | Raúl García Pierna (ESP)        | NP-4                 |
| 164                  | Laurens Huys (BEL)              | DNF-1                |
| 165                  | Michel Ries (LUX)               | 60è                  |
| 166                  | Alessandro Verre (ITA)          | 108è                 |
| 167                  | Kévin Ledanois (FRA)            | DNF-6                |

| Astana Qazaqstan Team AST | Astana Qazaqstan Team AST    | Astana Qazaqstan Team AST |
| ------------------------- | ---------------------------- | ------------------------- |
| Núm                       | Ciclista                     | Pos                       |
| 171                       | Lorenzo Fortunato (ITA)      | 10è                       |
| 172                       | Harold Tejada (COL)          | 70è                       |
| 173                       | Henok Mulubrhan (ERI) (ruta) | 72è                       |
| 174                       | Ide Schelling (NED)          | DNF-6                     |
| 175                       | Vadim Pronskiy (KAZ)         | 95è                       |
| 176                       | Harold Martín López (ECU)    | 105è                      |
| 177                       | Santiago Umba (COL)          | 103è                      |

| Lotto Dstny LTD | Lotto Dstny LTD             | Lotto Dstny LTD |
| --------------- | --------------------------- | --------------- |
| Núm             | Ciclista                    | Pos             |
| 181             | Maxim Van Gils (BEL)        | DNF-3           |
| 182             | Andreas Kron (DEN)          | 67è             |
| 183             | Eduardo Sepúlveda (ARG)     | 63è             |
| 184             | Johannes Adamietz (GER)     | 96è             |
| 185             | Jonas Gregaard Wilsly (DEN) | 112è            |
| 186             | Jarrad Drizners (AUS)       | 131è            |
| 187             | Thomas De Gendt (BEL)       | 115è            |

| Israel-Premier Tech IPT | Israel-Premier Tech IPT  | Israel-Premier Tech IPT |
| ----------------------- | ------------------------ | ----------------------- |
| Núm                     | Ciclista                 | Pos                     |
| 191                     | Michael Woods (CAN)      | 62è                     |
| 192                     | Stephen Williams (GBR)   | 52è                     |
| 193                     | Dylan Teuns (BEL)        | NP-5                    |
| 194                     | Nick Schultz (AUS)       | 43è                     |
| 195                     | George Bennett (NZL)     | 15è                     |
| 196                     | Marco Frigo (ITA)        | 106è                    |
| 197                     | Matthew Riccitello (USA) | DNF-6                   |

| Uno-X Mobility UXM | Uno-X Mobility UXM               | Uno-X Mobility UXM |
| ------------------ | -------------------------------- | ------------------ |
| Núm                | Ciclista                         | Pos                |
| 201                | Tobias Halland Johannessen (NOR) | 89è                |
| 202                | Andreas Leknessund (NOR)         | 25è                |
| 203                | Johannes Kulset (NOR)            | 21è                |
| 204                | Ådne Holter (NOR)                | 118è               |
| 205                | Anders Halland Johannessen (NOR) | 128è               |
| 206                | Martin Bugge Urianstad (NOR)     | 80è                |
| 207                | Idar Andersen (NOR)              | 121è               |

| Caja Rural-Seguros RGA CJR | Caja Rural-Seguros RGA CJR         | Caja Rural-Seguros RGA CJR |
| -------------------------- | ---------------------------------- | -------------------------- |
| Núm                        | Ciclista                           | Pos                        |
| 211                        | Orluis Aular Sanabria (VEN) (ruta) | 73è                        |
| 212                        | Sebastian Berwick (AUS)            | 74è                        |
| 213                        | David González López (ESP)         | 76è                        |
| 214                        | Fernando Barceló Aragón (ESP)      | 71è                        |
| 215                        | Jokin Murguialday (ESP)            | 120è                       |
| 216                        | Samuel Fernández García (ESP)      | 116è                       |
| 217                        | Joel Nicolau Beltran (ESP)         | 49è                        |

| Equipo Kern Pharma EKP | Equipo Kern Pharma EKP         | Equipo Kern Pharma EKP |
| ---------------------- | ------------------------------ | ---------------------- |
| Núm                    | Ciclista                       | Pos                    |
| 221                    | Pablo Castrillo Zapater (ESP)  | 30è                    |
| 222                    | Urko Berrade (ESP)             | 99è                    |
| 223                    | José Félix Parra (ESP)         | 50è                    |
| 224                    | Jon Agirre Egaña (ESP)         | 38è                    |
| 225                    | Jorge Gutiérrez González (ESP) | 66è                    |
| 226                    | Álex Jaime (ESP)               | 136è                   |
| 227                    | Pau Miquel Delgado (ESP)       | 83è                    |

| Burgos-BH BBH | Burgos-BH BBH                      | Burgos-BH BBH |
| ------------- | ---------------------------------- | ------------- |
| Núm           | Ciclista                           | Pos           |
| 231           | Jambaljamts Sainbayar (MGL) (ruta) | 132è          |
| 232           | Eric Fagúndez (URU)                | 23è           |
| 233           | José Manuel Díaz Gallego (ESP)     | NP-4          |
| 234           | Mario Aparicio (ESP)               | 117è          |
| 235           | Ander Okamika (ESP)                | 98è           |
| 236           | Victor Langellotti (MON)           | 39è           |
| 237           | Sinuhé Fernández (ESP)             | 88è           |

| Euskaltel-Euskadi EUS | Euskaltel-Euskadi EUS             | Euskaltel-Euskadi EUS |
| --------------------- | --------------------------------- | --------------------- |
| Núm                   | Ciclista                          | Pos                   |
| 241                   | Joan Bou (ESP)                    | 42è                   |
| 242                   | Mikel Bizkarra Etxegibel (ESP)    | DNF-5                 |
| 243                   | Luis Ángel Maté Mardones (ESP)    | 34è                   |
| 244                   | Mikel Iturria Segurola (ESP)      | 69è                   |
| 245                   | Víctor de la Parte González (ESP) | 64è                   |
| 246                   | Xabier Isasa (ESP)                | 125è                  |
| 247                   | Asier Etxeberria (ESP)            | 124è                  |